# Réserve naturelle de Kalvøya
La réserve naturelle de Kalvøya  est une réserve naturelle norvégienne  qui est située dans la municipalité de Bærum/Sandvika dans le comté d'Akershus.

## Description
La réserve naturelle de Kalvøya est une zone de plage protégée sur le côté nord de l'île de Kalvøya qui se compose de roches de l'Ordovicien supérieur du niveau 4a au 5b dans le rift d'Oslo. Les roches sont constituées de grès calcaire qui s'est déposé dans un chenal, en plus d'une alternance de couches argileuses et calcaires typiques du Silurien/Cambrien du rift d'Oslo.

## Galerie

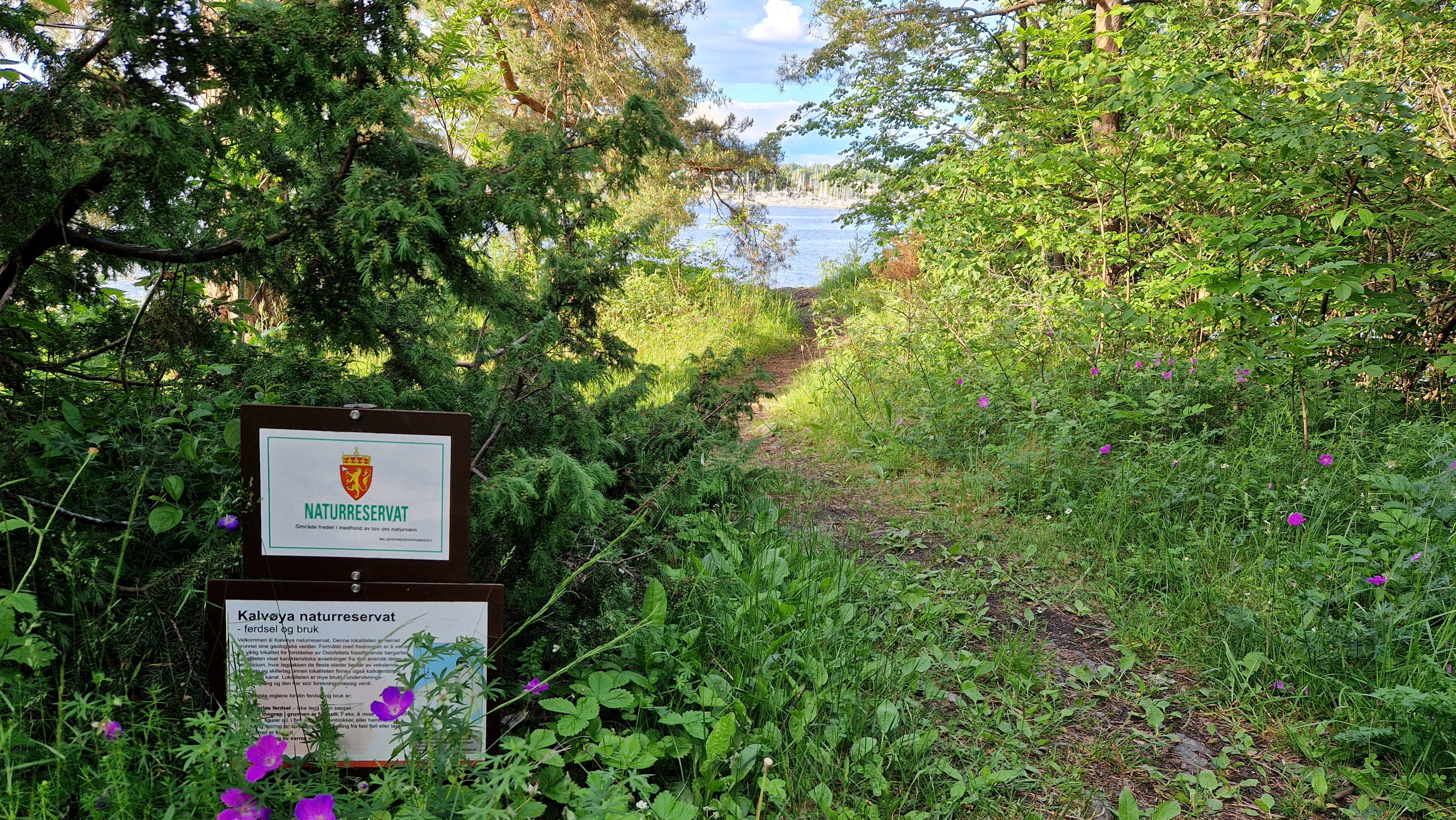
Signalisation
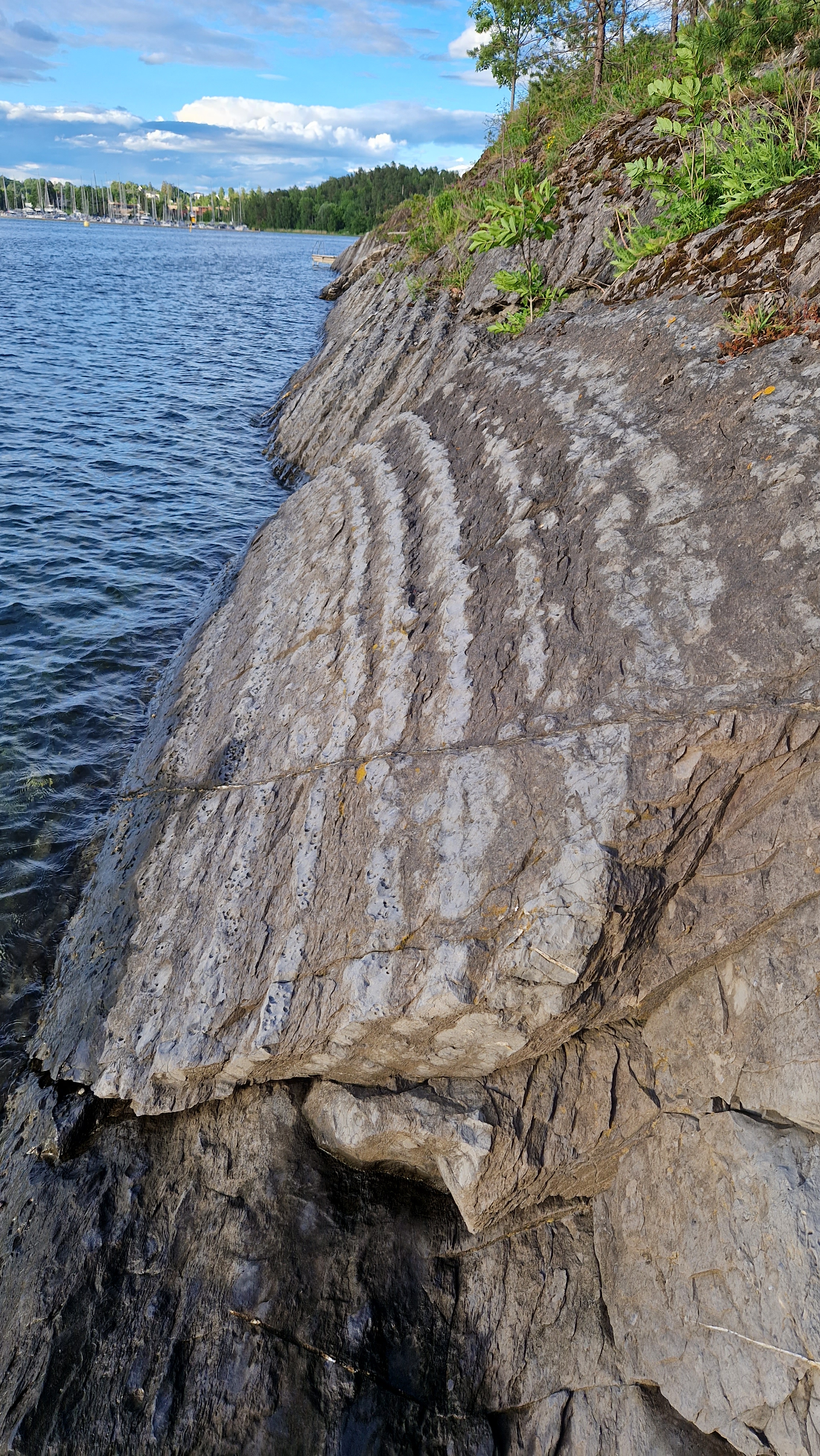
Affleurement de roche